# 岩片秀雄
岩片 秀雄（いわかた ひでお、1903年（明治36年）11月22日 - 1970年（昭和45年）6月11日）は、昭和時代の電気工学者、通信技術者。

## 経歴・人物
東京に生まれる。1927年（昭和2年）早稲田大学電気科を卒業後、1931年（昭和6年）早稲田大学助教授、1943年（昭和18年）教授となる。1942年（昭和17年）工学博士。早稲田大学では電気通信工学科主任教授を務めた。ほか、電気通信学会副会長、東京支部長などを歴任した。著書に『電磁界及空中線』、『無線工学原論』など。
戦前は主にアンテナおよびマイクロ波伝送回路について研究し、その応用研究の成果は軍用レーダーの開発に生かされた。戦後はファラデー効果をマイクロ波で実現する研究を行い、マイクロ波用の高性能フェライト材料を試作・開発。電電公社の京阪間マイクロ波多重通信装置を始めとした回線に応用された。ほか、ミリ波帯における強磁性共鳴吸収の研究など100件以上にも及ぶ論文を発表した。